# Bhanotia nuda
Bhanotia nuda es una especie de pez de la familia Syngnathidae en el orden de los Syngnathiformes.

## Reproducción
Es ovovivíparo y el macho transporta los huevos en una bolsa ventral, la cual se encuentra debajo de la cola.

## Morfología
Los machos pueden alcanzar los 7 cm de longitud total. 

## Hábitat
Es un pez marino de clima tropical asociado a los arrecifes de coral. Vive entre hasta 2 m de profundidad. 

## Distribución geográfica
Se encuentra en República de Palau y el sureste de Papúa Nueva Guinea.